# Andrzej Polak
Andrzej Polak (ur. 29 listopada 1963 w Opolu) – polski piłkarz grający na pozycji napastnika.

## Życiorys
Andrzej Polak podczas swojej kariery piłkarskiej grał w m.in. w Odrze Opole. Jednak nie odnosił zbyt wielkich sukcesów i dlatego przedwcześnie zakończył karierę. Po zakończeniu zawodniczej kariery rozpoczął karierę trenerską, która cieszy się dużym uznaniem w wojewódzkie opolskim.
W latach 2002–2004 prowadził Hetmana Byczynę. Po sezonie 2003/2004 został trenerem Skalnika Gracze, gdzie zastąpił Andrzeja Krupę. 3 sierpnia 2004 roku Skalnik Gracze z Andrzejem Polakiem na ławce trenerskiej jako IV-ligowy zespół sensacyjnie pokonał I-ligową Cracovię 2:1 w meczu w ramach 1/32 finału Pucharu Polski i awansował do fazy grupowej tych rozgrywek a w sezonie 2004/2005 wygrał grupę opolską IV ligi i awansował do III ligi.
Następnie w latach 2007–2008 prowadził Victorię Chróścice, potem objął MKS Kluczbork, z którym wygrał II ligę zachodnią w 2009 roku. Po sukcesie w Kluczborku przeszedł do Oderki Opole będącej kontynuatorem tradycji Odry Opole, z którymi rok później awansował do III ligi opolskiej oraz dotarł do finału Pucharu Polski na szczeblu okręgowym - opolskim.
W latach 2010–2012 był trenerem Ruchu Zdzieszowice, który pod wodzą Polaka był czołowym zespołem II ligi zachodniej w tamtym okresie oraz w sezonie 2011/2012 dotarł do ćwierćfinału Pucharu Polski. Po dwóch latach pracy w Zdzieszowicach ponownie został trenerem Odry Opole, ale po 6 meczach z powodu słabych wyników zespołu został zwolniony. 28 lutego 2013 r. objął stanowisko szkoleniowca Olimpii Lewin Brzeski. Po trzech kolejkach ligowych, w których zdobył jeden punkt zrezygnował z dalszej współpracy z klubem z Lewina Brzeskiego. Następnym pracodawcą Polaka był Swornica Czarnowąsy. 13 maja 2014 r. został trenerem Górnika Wałbrzych, a 1 września 2014 r. przestał pełnić tę funkcję.
Posiada licencję trenerską UEFA Pro. Trzykrotnie wybierany trenerem roku w województwie opolskim w plebiscycie NTO.

## Osiągnięcia

### Klubowe
- awans do I ligi: 2009 z MKS-sem Kluczbork
- awans do III ligi: 2010 z Oderką Opole
- ćwierćfinał Pucharu Polski: 2012 z Ruchem Zdzieszowice
- faza grupowa Pucharu Polski: 2005 ze Skalnikiem Gracze

### Indywidualne
- Trener Roku na Opolszczyźnie: 2009, 2010, 2011